# Fünf Glückspilze
Fünf Glückspilze (Originaltitel: Les Veinards), auch unter dem Titel Die Glückspilze bekannt, ist ein französischer Episodenfilm aus dem Jahr 1962. Als Komödie inszeniert, behandeln die Episoden die Folgen eines Hauptgewinns für fünf Menschen. Regie führten Philippe de Broca, Jean Girault und Jack Pinoteau.

## Inhalt
1. Der Nerz – Jean Girault
Jacqueline, das Dienstmädchen von Laura und Jérôme Boisselier, gewinnt einen Nerzmantel. Dieser ist die Ursache für Rivalitäten zwischen Laura und Jacqueline, die das Zustandekommen eines Vertrags von Jérôme gefährden.
2. Das Feinschmeckermenü – Jean Girault
Herr Bricheton ist der Gewinner eines luxuriösen Festmahls im „Poularde dorée“. Stattdessen erwarten Bricheton eine Traube von Journalisten und unfreundliche Bedienstete, die ihn so schnell wie möglich abfertigen wollen.
3. Der Filmstar – Philippe de Broca
Der Plakatkleber Simon Taquet gewinnt für eine Nacht die Gesellschaft der berühmten Schauspielerin Patricia Padigton.
4. Die Jacht – Jean Girault
Élisabeth und ihr Ehemann Henri Duchemin lesen in der Zeitung, dass sie die Fahrt mit einer Yacht gewonnen haben. Im Glauben, der jeweils andere wüsste nichts von dem Gewinn, fahren sie unabhängig voneinander zum Hafen. Élisabeth mit dem Sekretär Philippe und Henri mit seiner Geliebten Corinne.
5. Der Hauptgewinn – Jack Pinoteau
Antoine Beaurepaire, seine Frau und Tochter Danielle gewinnen beim Lotto viel Geld. Anschließend machen sie einen folgenreichen Einkaufsbummel in Paris.

## Hintergrund
Fünf Glückspilze hatte am 26. April 1963 in Frankreich Premiere. In der Bundesrepublik Deutschland wurde der Film erstmals am 19. August 1971 von der ARD gezeigt.
Die DVD-Veröffentlichung erschien in Deutschland am 19. August 2010. Sie enthält neben Fünf Glückspilze auch Die große Sause und Quietsch… quietsch… wer bohrt denn da nach Öl?

## Kritiken
Fünf Glückspilze erhielt gemischte Kritiken. In der Filmdatenbank IMDb erhielt der Film im Durchschnitt 5,7 von 10 möglichen Sternen. Der Filmdienst resümiert: „Von Situationskomik geprägte vergnügliche Unterhaltung ohne sonderlichen Tiefgang.“ Für die Filmzeitschrift Cinema ist der Film „nicht das große Los, aber vergnüglich“. Die Prisma-Redaktion vergab 2 von 5 möglichen Sternen für die „heitere Komödie“, in der neben Louis de Funès „in einer der Episoden die junge Mireille Darc zu bewundern“ sei. „Trotz namhafter Besetzung nicht wirklich durchgehend gelungen, überzeugen zumindest die erste […] sowie die letzte [Episode]“, befindet Kino.de.